# Jiří Daler
Jiří Daler, né le 8 mars 1940 à Brno, est un coureur cycliste tchécoslovaque. Daler est sociétaire au club cycliste local du Dukla Brno. Il a notamment été champion olympique de la poursuite lors des Jeux olympiques de 1964 à Tokyo.

## Palmarès sur piste

### Jeux olympiques
- Tokyo 1964
  -  Champion olympique de poursuite

### Championnats du monde amateurs
- Paris 1964
  -  Médaillé de bronze de la poursuite

- Saint-Sébastien 1965
  -  Médaillé de bronze de la poursuite par équipes

- Francfort 1966
  -  Médaillé d'argent de la poursuite
  -  Médaillé de bronze de la poursuite par équipes

- Amsterdam 1967
  -  Médaillé de bronze de la poursuite

## Palmarès sur route
- 1969
  - 3e du Grand Prix de Saint-Raphaël
  - 3e du Tour de l'Hérault

## Récompenses
- Cycliste tchécoslovaque de l'année : 1966 et 1967
- The Emil Zátopek Award (Sport Legend) (en) : 2019